# 刘希暹
刘希暹（8世纪—770年10月5日），唐朝将领，出自戎伍，有膂力，形貌光伟，以善骑射闻名并因此被入选神策军，典领禁兵。他善于揣摩唐代宗年间当权宦官观军容宣慰处置使知神策军兵马使鱼朝恩意旨，屡次陈说武略，深被委信。累迁至太仆卿，与兵马使王驾鹤同掌禁兵，鱼朝恩用他充神策都虞候，累封为徐国公、交河郡王。刘希暹有不法行为，又认为身为虞候应该处置不法行为，说服鱼朝恩在北军置监狱，召坊市凶恶少年秘密构陷城内富人违法，将其抓到狱中残酷拷打讯问，查录其家产，没收于军中。有被推举选拔的士人，财货稍殷实，在旅舍暂住，常有横死的。坊市苦之，谓之“入地牢”。万年县捕贼吏贾明观尤其贪狠，靠屡置大狱得家产巨万。刘希暹与他为党，贾明观依附刘希暹，仗着鱼朝恩的势力胡作非为，人们不敢言。
大历五年（770年）二月，刘希暹有小过失，代宗含蓄劝告他，下诏罢鱼朝恩观军容使。刘希暹很觉察到代宗的异动，告诉鱼朝恩，鱼朝恩开始疑惧，但代宗对他的恩礼越来越隆重，鱼朝恩又安心了。三月，鱼朝恩被代宗所杀。代宗害怕神策军作乱，宽宥刘希暹，让他代为神策军使，加刘希暹、王驾鹤御史中丞，又下诏慰谕将士，以安神策军心。刘希暹自知素日并不恭顺，担心不被容纳，常自疑惧，七月，在与王驾鹤共事时言辞多不逊。王驾鹤因纯谨为代宗所信任，将刘希暹的话上告，九月，代宗于是将当时为开府仪同三司、行太仆卿、兼御史中丞、神策军兵马都虞候、淄川郡王的刘希暹下狱，赐自尽，以王驾鹤代为神策军使。宰相元载开始当权，在受贿后放过了贾明观。